# 木村佳乃
木村佳乃（1976年4月10日—），是日本的女演員、女歌手。出生于倫敦，在东京世田谷区成城长大。婚後名東山佳乃（平假名：ひがしやま よしの），旧姓木村。隶属于TOP COAT。小学就读于成城学园，肄業于日本成城大学文藝学部英文学科。实用英語技能检定1级。
2010年10月23日與少年队的成员东山纪之入籍結婚，育有兩個女兒。

## 出演

### 電影
- 2001年：失落的帝國 亞特蘭提斯（姬塔公主）
- 2006年：寝ずの番
- 2008年：盲流感（又名失明症漫记）
- 2007年：惡女花魁
- 2009年：靈蛇
- 2010年：告白
- 2014年：HOT ROAD（又名熱血之路）
- 2016年：嫌な女
- 2020年：安樂死醫生的遺產

### 劇場動畫
- 2012年：麵包超人：復活吧香蕉島（バンナ）
- 2017年：光之美少女 Dream Stars!（水滴）
- 2019年：電影 妖怪學園Y 貓也能成為英雄嗎？（梅杜莎）
- 2023年：你想活出怎樣的人生（夏子[2]）

### 動畫配音
- 1997年：中華一番（梅香（梅麗的娘））

### 電視劇
- 1996年1月： ＝ 銀狼怪奇／NTV
- 1996年4月： ＝ 將太的壽司／CX
- 1996年10月：協奏曲／TBS
- 1997年1月： ＝ 空姐刑事／CX
- 1997年4月： ＝ 理想上司／TBS
- 1997年7月： ＝ 相愛月明時／CX
- 1998年1月： ＝ 海灘男孩特別篇／CX
- 1998年1月： ＝ 空姐刑事2／CX
- 1998年4月： ＝ 手足情深／CX ／服部奈奈（21）
- 1998年10月： ＝ 世紀末之詩／NTV ／羽柴裡美
- 1999年1月： ＝ 三十拉警報／CX ／倉田齊
- 1999年7月： ＝ 無瑕的愛／CX
- 2000年1月： ＝ 愛神惡作劇／TBS（主演）／春野息吹
- 2000年10月： ＝ 戀愛症候群／CX ／（涓）
- 2001年1月： ＝ 北條時宗／NHK／桐子 / ふき（母）役
- 2001年4月： ＝ 新娘三顆星／TBS（主演）／
- 2002年1月： ＝ 愛與青春的寶塚／CX ／（藝名：橘伊吹）
- 2002年4月： ＝ 甜蜜婚禮俏佳人／CX ／宇野美笑（29）
- 2002年4月： ＝ 黃金保齡球／NTV（客串）／友子
- 2002年7月：怪談百物語／CX ／お菊
- 2002年10月： ＝ 遙控刑警／NTV（客串）
- 2003年7月： ＝ 小孤島大醫生／CX（客串）／
- 2003年10月：／TBS ／園山麻子
- 2003年10月： ＝ 流轉的王妃／EX ／
- 2004年1月： ＝ 致命一夜情／NTV ／（29）
- 2004年10月： ＝ 相棒season3／EX／片山雛子 （第一~三集）
- 2005年4月： ＝ 為愛向錢衝／CX ／（26）
- 2005年10月：／NHK ／倉田百江
- 2006年1月： ＝ 輪舞曲／TBS ／
- 2006年7月：／EX（主演）／紅谷留美（28）
- 2007年6月： ＝ 台灣歌姬·鄧麗君／EX（主演） ／（鄧麗君） （SP劇）
- 2009年1月：＝ 音樂孩子王//真鍋杏子
- 2009年1月： ＝ 天地人／NHK／阿涼
- 2009年4月： ＝ 夜光的階梯／朝日ANB／枝村幸子
- 2010年1月： ＝ 决定不哭的日子／佐野有希子
- 2010年7月： ＝ 警視廳繼續搜查班（主演）／貴志真奈美
- 2011年1月： ＝ 内部調査官 水平直的報告書／TBS／水平直
- 2011年3月： ＝ CO 移植協調者／WOWOW／手塚由比
- 2011年4-6月： ＝ 失去名字的女神／CX／本宮レイナ
- 2011年9月： ＝ 魔術的耳語／CX（主演）／高木和子（SP劇）
- 2012年3月： ＝ Dr.檢事／CX／沖田涼子
- 2012年5-7月： ＝ 再見初戀／NHK（主演）／村上綠
- 2012年7-9月： ＝ 無法呼吸的夏天／CX／谷崎葉子
- 2013年3月： ＝ 最後的晚餐／BS／美弥子
- 2013年11月： ＝ ／CX（主演）／中川素子（SP劇）
- 2013年12月： ＝ SRO／TBS（主演）／芝原麗子 （SP劇）
- 2014年3月： ＝ 球形的荒野／BS日テレ（主演）／野上久美子 （SP劇）
- 2014年4月： ＝ 花咲舞無法沉默／NTV／中島聡子 （第一集 客串）
- 2014年7月： ＝ Dr.檢事2／CX／沖田涼子
- 2014年8-9月： ＝ 罪人的謊言／WOWOW／松本康子
- 2014年12月： ＝ 霧之旗／EX／河野径子（SP劇）
- 2014年10-12月： ＝ 時尚惡魔／CX／廣木リカ
- 2015年3月： ＝ 相棒season13／EX／片山雛子 （第十八集 客串）
- 2015年4-5月： ＝ 64／NHK／三上美那子
- 2015年10月： ＝ 阿淺來了／NHK／櫛田添 （客串）
- 2016年： ＝ 真田丸／NHK／村松殿
- 2016年3月： ＝ 我的生命／NTV（主演）／川田三千代（SP劇）
- 2016年4月-6月： ＝ 危險妻／CX／望月真理亞
- 2017年4月-9月： ＝ 雛鳥／NHK／谷田部美代子
- 2017年9月： ＝ 校閱女孩（特别篇）／NTV／ 二阶堂凛
- 2018年1月22日： ＝ 後妻業／FNN／武内小夜子 （主演）
- 2018年4月： ＝ Miss Devil 人事惡魔·椿真子／NTV／伊東千紘
- 2020年10月23日： ＝ 戀愛的母親們／TBS／石渡杏 （主演）
- 2021年2月14日： ＝ 直衝青天／NHK／平岡安
- 2021年10月-12月： ＝ AVALANCHE／KTV・CX／山守美智代
- 2022年7月22日： ＝ 石子與羽男／TBS／相田瑛子（客串）
- 2023年7月-9月： ＝ 這個美好世界／CX／比嘉莉湖
- 2024年4月-6月：  ＝ 反英雄／TBS／綠川步佳
- 2024年7月-9月： ＝ 小南是迷你情人!?／EX／堀切楓
- 2025年4月-6月：  ＝ 為什麼是我來神說教／NTV／加護京子
- 2025年7月-9月：  ＝ 第19號病歷表／TBS／有松栞（有松しおり）

## 音樂作品

### 單曲
| # | 發行日期      | 標題                               | c/w曲            |
| - | ------------- | ---------------------------------- | ---------------- |
| 1 | 1998年6月17日 |                                    | SUNNY SIDE STORY |
| 2 | 1998年9月18日 | LOVE and LIFE                      |                  |
| 3 | 1999年1月20日 |                                    | go for a walk    |
| 4 | 1999年12月1日 |                                    | Sweetest Song    |
| 5 | 2000年3月17日 |                                    |                  |
| 6 | 2000年9月6日  | Lullaby for Grandmother-M Version- | Golden Town      |

### 專輯
| # | 發行日期      | 標題                              |
| - | ------------- | --------------------------------- |
| 1 | 1999年3月3日  | ONE and ONLY                      |
| 2 | 2000年4月20日 | GIRL                              |
| 3 | 2001年9月19日 | Lady -The Best of Yoshino Kimura- |

### 其他歌曲
- （2016年、國王唱片） - 電影主題曲 [3]
- （2017年、Marvelous） - 動畫電影《光之美少女 Dream Stars!》片尾曲、插曲

## 獎項
| 年份   | 大賞名稱                 | 獎項       | 作品           | 結果 |
| ------ | ------------------------ | ---------- | -------------- | ---- |
| 1997年 | 第21屆 日本電影學院獎    | 新人獎     | 失樂園         | 獲獎 |
| 1998年 | 第17回日劇學院賞         | 最佳女配角 | 手足情深       | 獲獎 |
| 2005年 | 第29屆 日本電影學院獎    | 最佳女主角 | 蝉しぐれ       | 提名 |
| 2010年 | 第34屆 日本電影學院獎    | 最佳女配角 | 告白           | 提名 |
| 2010年 | 第53屆 藍絲帶獎          | 最佳女配角 | 告白           | 獲獎 |
| 2011年 | 第69回日劇學院賞         | 最佳女配角 | 失去名字的女神 | 提名 |
| 2015年 | 第83回日劇學院賞         | 最佳女配角 | 時尚惡魔2      | 提名 |
| 2016年 | 第4屆 CONFiDENCE日劇大獎 | 最佳女配角 | 危險妻         | 獲獎 |
| 2016年 | 第89回日劇學院賞         | 最佳女配角 | 危險妻         | 提名 |
| 2016年 | 東京國際戲劇節           | 最佳女配角 | 危險妻         | 獲獎 |
| 2017年 | 第94回日劇學院賞         | 最佳女配角 | 雛鳥           | 提名 |

## 外部連結
- 木村佳乃所屬事務所官方網站 （页面存档备份，存于）